# VM i bordtennis
Verdensmesterskabet i bordtennis arrangeres af International Table Tennis Federation og er afviklet siden 1926.

## Mesterskaber og værtsbyer
| - 1926 – London - 1928 – Stockholm - 1929 – Budapest - 1930 – Berlin - 1931 – Budapest - 1932 – Praha - 1933 – Baden - 1933 – December – Paris - 1935 – Wembley - 1936 – Praha - 1937 – Baden - 1938 – Wembley - 1939 – Cairo - 1947 – Paris - 1948 – Wembley - 1949 – Stockholm - 1950 – Budapest - 1951 – Wien - 1952 – Bombay - 1953 – Bukarest |  | - 1954 – Wembley - 1955 – Utrecht - 1956 – Tokyo - 1957 – Stockholm - 1959 – Dortmund - 1961 – Beijing - 1963 – Praha - 1965 – Ljubljana - 1967 – Stockholm - 1969 – München - 1971 – Nagoya - 1973 – Sarajevo - 1975 – Kolkata (tidligere Calcutta) - 1977 – Birmingham - 1979 – Pyongyang - 1981 – Novi Sad - 1983 – Tokyo - 1985 – Göteborg - 1987 – New Delhi - 1989 – Dortmund |  | - 1991 – Chiba - 1993 – Göteborg - 1995 – Tianjin - 1997 – Manchester - 1999 – Eindhoven – Individually - 2000 – Kuala Lumpur – Teams - 2001 – Osaka - 2003 – Paris – Individually - 2004 – Doha – Teams - 2005 – Shanghai – Individually - 2006 – Bremen – Teams - 2007 – Zagreb – Individually - 2008 – Guangzhou – Teams - 2009 – Yokohama – Individually - 2010 – Moskva – Teams - 2011 – Rotterdam – Individually - 2012 – Dortmund – Teams - 2013 – Paris – Individually - 2014 – Tokyo – Teams |